# 松田明彦
松田 明彦（まつだ あきひこ、1965年6月22日 - ）は、日本の元男子バレーボール選手、指導者。

## 来歴
京都府京都市伏見区出身。1986年に東レ九鱗会（現・東レアローズ）に入団。1990年に日新製鋼ドルフィンズに移籍。
1992年にバルセロナオリンピックに出場するなど、全日本でも1990年代前半に国際大会で活躍した。
1997年に、所属チーム日新製鋼の廃部を受けて、当時実業団リーグ（2部リーグ）であった豊田合成トレフェルサ（現・ウルフドッグス名古屋）に他のチームメイトと一緒に入団し、リーグで低迷していたチームが一気に強化されてのVリーグ（1部リーグ）昇格に貢献した。
2005年に豊田合成の監督に就任、2010年に監督を退任し、同チームのアドバイザーに就任した。アドバイザーの時期は、同チームがサブホームタウンにしている縁で富山県氷見市の氷見高等学校に派遣され、男子バレーボール部を指導した。2012年に退任。
2014年5月30日、V・プレミアリーグ女子の日立リヴァーレの監督に就任。3シーズン監督を務めて、中国の女子チームでもセッターのコーチを1シーズン務めてから、ウルフドッグス名古屋にスタッフとして復帰した。
2023年、埼玉上尾メディックスの事務局に普及担当として就任した。

## 球歴・受賞歴
- 全日本としての主な国際大会出場歴
  - オリンピック - 1992年
  - 世界選手権 - 1994年
  - ワールドカップ - 1991年、1995年
- 受賞歴
  - 1994年 - ワールドリーグ ベストディガー賞

## 所属チーム
- 京都市立藤森中学校
- 大阪商業大学附属高等学校
- 順天堂大学（中退）
- 東レ九鱗会（1986-1990年）
- 日新製鋼ドルフィンズ（1990-1997年）
- 豊田合成トレフェルサ（1997-2002年）